# Jomei
Jomei (japanska: 舒明天皇. Jomei-tennōJ), född 583, död 641, var kejsare av Japan mellan 629 och 641.